# Maxi-Rires festival
 (novembre 2016).
 (novembre 2016).
Si vous disposez d'ouvrages ou d'articles de référence ou si vous connaissez des sites web de qualité traitant du thème abordé ici, merci de compléter l'article en donnant les références utiles à sa vérifiabilité et en les liant à la section « Notes et références ».
Le Maxi-Rires Festival de Champéry est un festival d'humour international se déroulant à Champéry (Valais, Suisse) chaque année à la fin mai - début juin depuis 2008. Depuis 2022, après la crise du Coronavirus, le festival se déroule fin mars - début avril.
Il est fondé par Mathieu Exhenry et Maxime Délez rapidement rejoint par Patrick Cserpes et Nicolas Pot.
Le parrain du festival est Olivier Lejeune connu par le grand public dans l'émission La Classe sur FR3 mais également au cinéma dans Les Aventures de Rabbi Jacob.
De la création jusqu'en 2016, le Maxi-Rires Festival est co-présidé par Mathieu Exhenry et Maxime Délez, à partir de 2016 Maxime Délez devient l'unique président, Mathieu Exhenry prend le poste de programmateur, Nicolas Pot devient lui vice-président.
En décembre 2015, est créé au milieu du village le Ziggy's Bar, le bar permanent du festival géré par Patrick Cserpes.
En 2017, le festival fête sa 10e édition du 20 au 27 mai, depuis 2008 le Maxi-Rires a accueilli plus de 100 artistes.